# Coris flavovittata
Coris flavovittata (Bennett, 1828) è un pesce di acqua salata appartenente alla famiglia Labridae.

## Distribuzione e habitat
Proviene dalle barriere coralline dell'oceano Pacifico dell'est, in particolare delle Isole Midway e delle Hawaii. Nuota fino a 98 m di profondità, soprattutto nelle zone con fondali sabbiosi vicine alle barriere.

## Descrizione
Come tutti i pesci del genere Coris, questa specie presenta un corpo allungato, soprattutto nei giovani; gli adulti sono leggermente più tozzi. La lunghezza massima registrata è di 50,8 cm, il peso 4,6 kg.
Gli esemplari giovanili sono bicolori, bianchi a strisce orizzontali nere o marroni scure. Il ventre a volte ha sfumature giallastre. La pinna dorsale e la pinna anale sono basse e lunghe, con il bordo bianco, mentre la pinna caudale ha il margine arrotondato. I maschi adulti hanno una colorazione completamente diversa, prevalentemente grigiastra, con la testa striata di blu. Poco sopra le pinne pettorali è presente una macchia più scura. Le pinne sono grigiastre striate di azzurro e i primi raggi della pinna dorsale sono più allungati degli altri.

## Biologia

### Alimentazione
È prevalentemente carnivora, infatti si nutre soprattutto di varie specie di invertebrati acquatici come echinodermi, in particolare ricci di mare (Spatangoidea) e Ofiure, molluschi gasteropodi e bivalvi, vermi policheti e crostacei granchi.

### Riproduzione
È oviparo, ermafrodita, la fecondazione è esterna e non ci sono cure nei confronti delle uova.

## Conservazione
Nonostante venga pescata abbastanza frequentemente, questa specie è abbastanza comune ed è diffusa in aree marine protette, quindi viene classificata come "a rischio minimo" (LC) dalla lista rossa IUCN.